# Sociedad Estatal de Infraestructuras del Transporte Terrestre
La Sociedad Estatal de Infraestructuras del Transporte Terrestre, S.M.E., S.A. (SEITT) es una empresa pública española responsable de la proyección, construcción, conservación, explotación y promoción de las infraestructuras del transporte de titularidad estatal. Actualmente, también gestiona las autopistas de peaje rescatadas por el Estado.
La empresa forma parte del Grupo Patrimonio del Ministerio de Hacienda y es tutelada por la Secretaría General de Transporte Terrestre del Ministerio de Transportes y Movilidad Sostenible.
La sede de la SEITT se encuentra en la calle de San Bernardo 107, planta primera, de Madrid.

## Historia
La Sociedad Estatal de Infraestructuras del Transporte Terrestre, S.M.E., S.A. se constituyó el 30 de noviembre de 2005, dependiendo funcionalmente de la Secretaría General de Transporte Terrestre.

## Actividades
Los objetivos de la sociedad son:
- La gestión y control de la construcción de las infraestructuras del transporte de titularidad estatal.
- La explotación, incluyendo la conservación y mantenimiento de las infraestructuras del transporte de titularidad estatal, tanto de las ya existentes como de las que pueda construir la propia sociedad.
- La explotación de las zonas de dominio público y áreas de servicio, así como de otros elementos funcionales asociados a infraestructuras del transporte de titularidad estatal.
- La realización de convenios de colaboración con Administraciones Públicas, así como con las entidades dependientes de aquellas, para el ejercicio de las competencias que les corresponden en materia de infraestructuras del transporte.
- La sociedad podrá participar en sociedades estatales y privadas para el ejercicio de las actividades enumeradas anteriormente.
- Asimismo, la sociedad podrá desarrollar cuantas actividades mercantiles estén directa o indirectamente relacionadas con su objeto social.
- Las actividades integradas en el objeto social en materia de carreteras se desarrollarán por la sociedad en el marco de la encomienda que el Ministerio de Fomento le haga en los correspondientes convenios, de acuerdo con el artículo 158 de la Ley 1311996, de 30 de diciembre, de Medidas Fiscales, Administrativas y del Orden Social.

### Infraestructuras
El 26 de julio de 2017, el Consejo de Ministros autorizó la firma de un Convenio de Gestión Directa, entre la AGE (Ministerio de Fomento) y SEITT, firmado el 16 de agosto de 2017, por el que se regula la gestión de la explotación y la preparación de la licitación de autopistas de titularidad y con fecha 22 de diciembre de 2018, se suscribe Adenda a dicho Convenio.
La Sociedad Estatal de Infraestructuras del Transporte Terrestre gestiona 700 km de autopistas de peaje directo al usuario como consecuencia de la resolución de los contratos de concesión por liquidación de las empresas concesionarias.
| Identificador | Tramo                                          |
| ------------- | ---------------------------------------------- |
| AP-7 E-15     | El Campello AP-7 – Monforte del Cid A-7 / A-31 |
| AP-7 E-15     | Cartagena AP-7 – Vera A-7                      |
| AP-36         | Ocaña A-4 / R-4 – La Roda A-31                 |
| AP-41         | Arroyomolinos R-5 – Toledo TO-22               |
| M-12          | Madrid M-40 – Alcobendas A-1                   |
| R-2           | Madrid M-40 – Guadalajara A-2                  |
| R-3           | Madrid M-23 – Morata de Tajuña A-3             |
| R-4           | Madrid M-50 – Ocaña A-4 / AP-36                |
| R-5           | Madrid M-40 – Navalcarnero A-5                 |

## Estructura empresarial

### Accionariado
SEITT es una empresa 100 % pública, cuyo único accionista es el Ministerio de Hacienda, a través de la Dirección General del Patrimonio del Estado. El titular de la Secretaría General de Transporte Terrestre ejerce la presidencia de la sociedad, al tener asignada la tutela.

### Consejo de Administración
El Consejo de Administración de la empresa está constituido por trece miembros, en su mayoría funcionarios de la Administración General del Estado. Estos son los consejeros:
| Consejero                        | Cargo | Ministerio                                                         |
| -------------------------------- | --- | ------------------------------------------------------------------ |
| Marta Serrano Balbuena           | Presidenta Secretaria general de Transporte Terrestre                                                                               | Ministerio de Transportes y Movilidad Sostenible                   |
| Mercedes Vega García             | Consejera Subdirectora general de Estudios y Coordinación (IGAE)                                                                    | Ministerio de Hacienda                                             |
| José Mª Palancar Valero          | Consejero Subdirector general de Programas Presupuestarios de Actividades Económicas                                                | Ministerio de Hacienda                                             |
| Rosalía Bravo Antón              | Consejera Subdirectora general de Proyectos de la Dirección General de Carreteras                                                   | Ministerio de Transportes y Movilidad Sostenible                   |
| María del Carmen Herrera Velasco | Consejera Jefa del Gabinete Técnico de la Subsecretaría de Hacienda                                                                 | Ministerio de Hacienda                                             |
| Rosa María Herrero Jiménez       | Consejera Subdirectora general Adjunta de la Subdirección General de Empresas y Participaciones Estatales                           | Ministerio de Hacienda                                             |
| Cristina Tello Blasco            | Consejera Subdirectora general de Seguimiento Económico                                                                             | Ministerio de Transportes y Movilidad Sostenible                   |
| Mª. Rosario Cornejo Arribas      | Consejera Directora técnica de la Dirección General de Carreteras                                                                   | Ministerio de Transportes y Movilidad Sostenible                   |
| Federico Pastor Ruiz             | Consejero Abogado del Estado | Ministerio de Hacienda                                             |
| Natalia de la Heras Oliete       | Consejera Subdirectora general de Informes y Relaciones Internacionales de la Secretaría General Técnica del Ministerio de Hacienda | Ministerio de Hacienda                                             |
| Nuria Lera Hervás                | Consejera Asesora del Gabinete de la Presidencia del Gobierno                                                                       | Presidencia del Gobierno                                           |
| María Dolores Ocaña Madrid       | Consejera Abogada del Estado | Ministerio de Educación, Formación Profesional y Deportes          |
| Raquel Ramos Vallés              | Secretaria del consejo Abogado del Estado                                                                                           | Ministerio de la Presidencia, Justicia y Relaciones con las Cortes |

### Lista de Presidentes
| Nombre                                | Período         |
| ------------------------------------- | --------------- |
| Antonio Monfort Bernat                | 2004 - 2005     |
| Josefina Cruz Villalón                | 2005 - 2008     |
| José Damián Santiago Martín           | 2008 - 2009     |
| Inmaculada Rodríguez-Piñero Fernández | 2009 - 2011     |
| José Damián Santiago Martín           | 2011 - 2012     |
| Gonzalo Jorge Ferre Moltó             | 2012 - 2013     |
| Manuel Niño González                  | 2013 - 2018     |
| José Javier Izquierdo Roncero         | 2018 - 2019     |
| Julián López Milla                    | 2019 - 2020     |
| Sergio Vázquez Torrón                 | 2020 - 2022     |
| Francisco Javier Flores García        | 2022 - 2024     |
| Marta Serrano Balbuena                | 2024-actualidad |